# 비어 가든

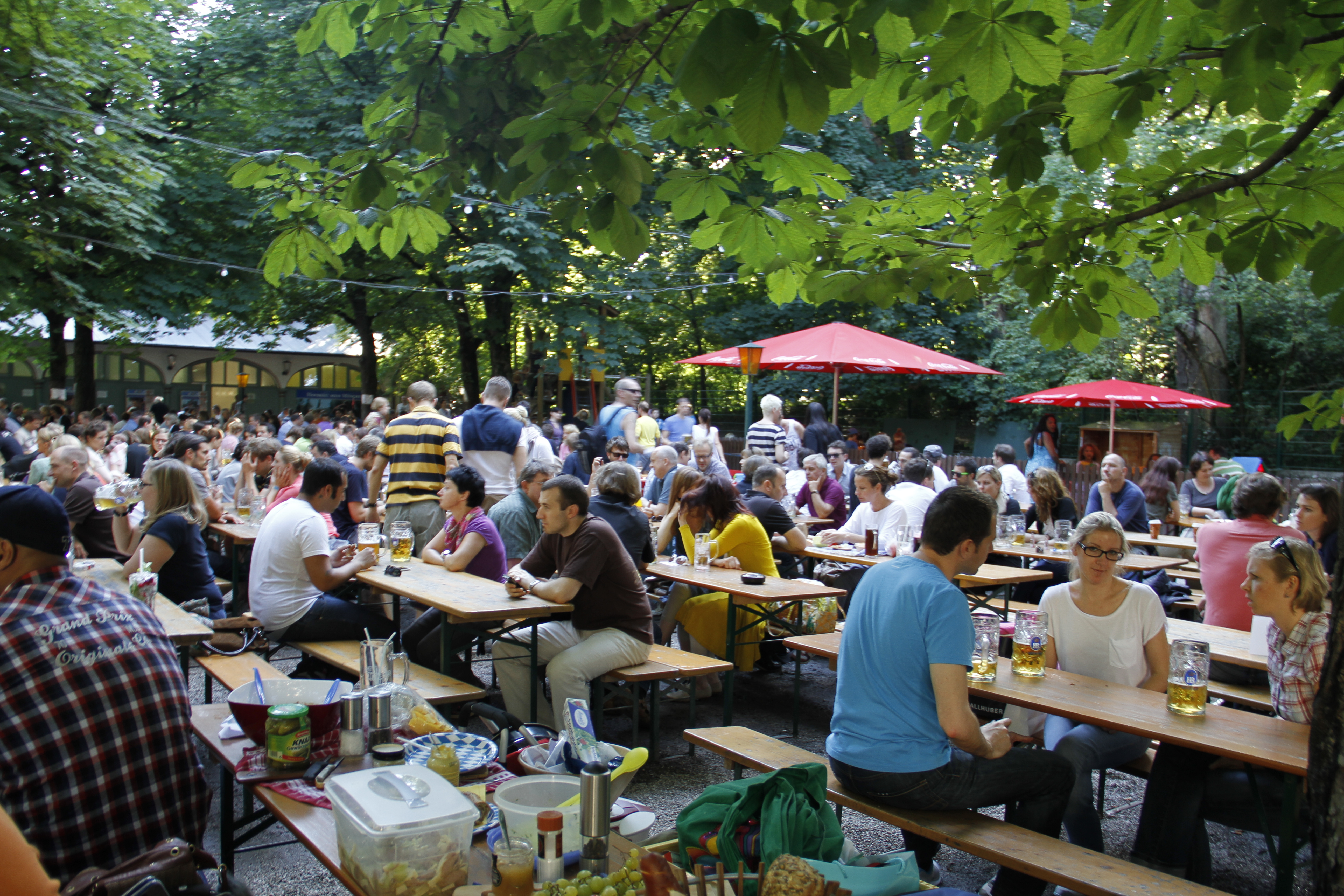
뮌헨의 비어 가든

비어 가든(영어: beer garden)은 야외에 많은 테이블을 설치하여 맥주 등을 제공하는 형식의 술집이다. 백화점과 같은 상업시설에서는 옥상에 설치되기도 한다.